# Lietuvos dujos
Lietuvos dujos (dt. Gas Litauens) war ein großer litauischer Gasversorger, der unter diesem Namen ab 1995 die Geschäfte des 1961 gegründeten staatlichen Gaslieferanten fortführt. Lietuvos Dujos verteilte über 1800 km Pipelines und ein 7500 km langes Verteilernetz fast alle an das Gasnetz angeschlossenen litauischen Privathaushalte (knapp 540.000; 99 % aller angeschlossenen Haushalte) sowie 5300 gewerbliche Betriebe. Das Unternehmen beschäftigte 1800 Mitarbeiter (Stand 2007; 2300 im Jahre 2002). Das Unternehmen hatte seinen Sitz in Naujamiestis.
„Lietuvos dujos“ war an der Vilniusser Börse gelistet, seit 1. Januar 2008 in der ersten Liste. Gut 6 % der Aktien waren in Streubesitz. Der Generaldirektor des Unternehmens war ab 2004 der Litauer Viktoras Valentukevičius, während der Vorstand, der kontrollierende Aufgaben wahrnahm, abwechselnd von E.ON Ruhrgas und von Gasprom geleitet wurde; ab April 2007 war Stephan Kamphues von E.ON Vorsitzender des Vorstands.

## Geschäftsentwicklung
In der zweiten Hälfte der 1990er Jahre waren die Umsätze des Unternehmens aufgrund der Marktöffnung für andere Anbieter (im Bereich der Großverbraucher) stark rückläufig und erreichten 2002 mit 400 Mio. Litas ihren Tiefpunkt (gegenüber 780 Mio. Litas noch 1998). Anschließend sorgte die gute Wirtschaftsentwicklung bei sich stabilisierenden Marktanteilen wieder für einen Anstieg, der Gasabsatz hat sich zwischen 2002 und 2007 mehr als verdoppelt (von 560 Mio. m³ auf 1,364 Mrd. m³), wobei er in den letzten beiden Jahren bereits wieder leicht rückläufig gewesen ist. Die Schwankungen im Verbrauch der Privathaushalte sind dagegen gering: sie nahmen 2007 187 Mio. m³ ab, 2003/2004 waren es um die 150 Mio. m³. Die Zahl der belieferten Privathaushalte stieg seit 2003 (518.000) nur wenig auf 537.000 im Jahre 2007. Bei den gewerblichen Abnehmern war in diesem Zeitraum eine Zunahme um fast 50 % zu verzeichnen (von 3600 auf 5300).
Der Hauptgrund für die hohen Umsatzsteigerungen der letzten Jahre waren rapide Preissteigerungen: lag der Umsatz 2003/2004 noch unter 500 Millionen Litas, so waren es 2006 780 Millionen Litas und im Folgejahr noch einmal 30 % mehr, gut 1 Mrd. Litas. Das Jahr 2008 brachte – bei kräftigen Preiserhöhungen – einen Rekordzuwachs um noch einmal 50 % auf 1,56 Mrd. Litas. Der Reingewinn stieg 2007 gar um über 80 % (von 57,3 Mio. LTL auf 104 Mio. LTL), ging aber im Jahr 2008 wieder deutlich zurück (auf 64,2 Mio. LTL) und lag damit im Bereich der Jahre 2003–2006. Auslöser für den Gewinnrückgang waren die noch einmal stark gestiegenen Gaseinkaufspreise, die im letzten Viertel über den vertraglich vereinbarten Verkaufspreisen lagen. 2012 erzielte man den Umsatz von 1,873 Mrd. Litas.

## Geschichte
Der Beginn der Gasversorgung in Litauen und damit des früheren staatlichen Gasversorger Lietuvos dujos liegt in der Zeit der Sowjetunion als Anfang der 1960er Jahre die ersten Kommunen und Betriebe an die Gasleitungen aus Russland angeschlossen wurden (Kaunas zum Beispiel 1962). In vielen Fällen wurden in den Kommunen Kraftwerke mit Kraft-Wärme-Kopplung errichtet, die Gas verfeuern und neben Strom Fernwärme erzeugen.

## Privatisierung
Die Privatisierung des staatlichen Erdgasversorgers begann 1995 mit der Umwandlung von Lietuvos Dujos in eine Aktiengesellschaft (Akcinė bendrovė, AB). 2001 war von der Regierung festgelegt worden, dass zunächst 34 % der Aktien an einen strategischen Investor und dann weitere 34 % der Aktien an einen Gasversorger verkauft werden sollten. Bis Mai 2002 waren noch 92 % der Aktien in staatlicher Hand.
Am 17. Mai 2002 wurden entsprechend den Vorgaben des Gesetzes in einem ersten großen Privatisierungsschritt 34 % der Anteile für 116 Mio. Litas (knapp 34 Mio. Euro) an den deutschen Energieversorger E.ON Ruhrgas veräußert (Gesamtanteil Ende 2002: 35,6 %). Der einzige weitere Interessent, Gaz de France, hatte kein Angebot abgegeben. Mitte 2002 wurden weitere 34 % der Anteile zum Verkauf ausgeschrieben, welche nach langen Verhandlungen letztlich im Januar 2004 für 100 Mio. Litas (knapp 29 Mio. Euro) an den einzigen Bewerber, den russischen Erdgasversorger Gasprom, gingen. Der niedrigere Verkaufspreis für Gasprom war politisch sehr umstritten und wurde von der Regierung mit dem langfristigen Liefervertrag begründet, mit dem Gasprom sich zu einer stabilen Gasversorgung zu handelsüblichen Preisen bis 2015 verpflichtet. Der Staat hielt über seine Privatisierungsbehörde noch 17,7 % der Anteile.
2015 wurde Lietuvos dujos reorganisiert. Seit 2016 gibt es Energijos skirstymo operatorius.